# 和银光
和银光，中华人民共和国政治人物、全国脱贫攻坚先进个人。

## 生平
和银光人怒江州兰坪县纪委监委派驻县委办纪检监察组组长。2019年3月，被选派到兰坪县中排乡大宗村任驻村第一书记。他率领当地民众种植丹参、云木香等中药材，并帮助民众异地迁居，使深度贫困村大宗村顺利摘下了贫困的帽子。
因在脱贫攻坚战中作出突出贡献，2021年2月25日全国脱贫攻坚总结表彰大会上，和银光被授予“全国脱贫攻坚先进个人”。